# Machimus rufipes
Machimus rufipes är en tvåvingeart som beskrevs av Ricardo 1922. Machimus rufipes ingår i släktet Machimus och familjen rovflugor. Artens utbredningsområde är Punjab och Uttar Pradesh i Indien. Inga underarter finns listade i Catalogue of Life.